# Himno de Bailén
El Himno de la Muy Noble y Leal Ciudad de Bailén fue creado en el I centenario de la batalla de Bailén, en 1908, por Ramón Zagalaz Giménez y cuya letra fue creada  por José María Martínez y Ramón. Es el himno oficial de la ciudad pero hay otras versiones del himno, dedicadas a la heroína local María Bellido, con la misma música que el original pero con distinta letra. En el bicentenario de la batalla de Bailén, se expuso el himno "Bailén 2008, El Bicentenario", creado por Manuel Moga Jiménez.

## Letra
Ya de gala se viste la Historia

con el manto de fuego y de sol.

que en Bailén alumbrará la gloria

del indómito pueblo español.

Soberano diamante del cielo

que en tus haces inmensos de luz

quebró el águila su rápido vuelo

y cayó sobre el campo andaluz.

Sol de España que con nuestros valientes

defendisteis a tu vieja nación,

y adornaron tus hebras ardientes

la melena triunfal del León.

Cuando el genio francés de la guerra

quiso el nombre de España violar 

juntos fueron el cielo y la tierra

en defensa de nuestro solar.

Si en Bailén la española hidalguía

peleó de sus glorias en pos,

tu en los cielos, ¡oh antorcha del día!,

fuiste anillo del dedo de Dios.